# Stramenopile

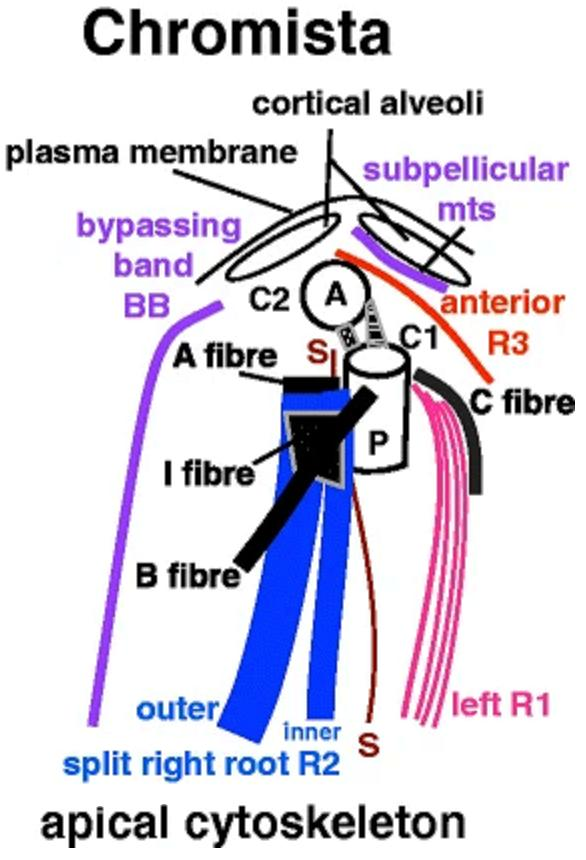
Schemazeichnung Chromista (Stramenopile)
Thomas Cavalier-Smith (2017)

Die Gruppe der Stramenopilen (Stramenopiles, auch Chromista oder Heterokonta) besteht aus eukaryotischen Lebewesen, die zwei unterschiedlich ausgebildete Geißeln besitzen. Die Gruppe umfasst überwiegend Organismen mit Photosynthese, zu ihnen zählen einige der wichtigsten photosynthetisch aktiven Arten der Erde. Die meisten Arten sind Einzeller, mit den Braunalgen gehören jedoch auch stark differenzierte Mehrzeller dazu.

## Merkmale
Die Stramenopilen – von lat. stramen (Stroh) und pilus (Haar) – besitzen bewegliche Zellen (Schwärmer), die üblicherweise zwei verschiedene Geißeln aufweisen: eine vordere Flimmergeißel mit haarartigen dreiteiligen Mastigonemata in zwei gegenüberliegenden Reihen, und meist auch eine hintere Schleppgeißel, die üblicherweise glatt ist. An der Kinetosom-Wurzel setzen vier Mikrotubuli an. Aufgrund der unterschiedlichen Geißeln spricht man auch von einer heterokonten Begeißelung. Bei manchen abgewandelten Gruppen, z. B. den Kieselalgen, werden diese begeißelten Schwärmer nicht mehr gebildet.
Die Mitochondrien besitzen Cristae.
Die Stramenopilen sind großteils photoautotroph. Die Eipilze haben die Fähigkeit zur Photosynthese sekundär wieder verloren.

## Herkunft
Die Chloroplasten der Stramenopiles stammen nicht wie bei den meisten anderen Algen aus der Endosymbiose mit Cyanobakterien, sondern wurden durch Sekundäre Endosymbiose von Eukaryoten, wahrscheinlich Rotalgen, gewonnen. Dieser Entwicklungsschritt fand vermutlich vor etwa 1,2 Milliarden Jahren statt.

## Systematik
Die Begriffe Heterokonta und Stramenopiles wurden von verschiedenen Autoren für verschieden große Gruppen verwendet. Hier wird die Gruppe im Sinne von Adl u. a. 2005 verwendet.
- Opalinata
- Bicosoecida
- Netzschleimpilze (Labyrinthulomycetes)
- Hyphochytriales
- Eipilze (Peronosporomycetes, früher Oomycota)
- Actinophryidae
- Bolidonomas
- Goldbraune Algen (Chrysophyceae)
- Dictyochophyceae
- Eustigmatales
- Pelagophyceae
- Phaeothamniophyceae
- Pinguiochrysidales
- Raphidophyceae
- Schizocladia
- Synurales
- Gelbgrüne Algen (Xanthophyceae)
- Braunalgen (Phaeophyceae)
- Kieselalgen (Bacillariophyta)
- Blastocystis ist geißellos und lebt anaerobisch. Den Mitochondrien fehlen typische Enzymaktivitäten und Cytochrome. Sie haben zwei oder mehr Zellkerne und können Krankheiten erregen.